# Dittmarita
La dittmarita és un mineral de la classe dels fosfats. Rep el nom en honor de William Dittmar (Umstadt, Alemanya, 14/15 d'abril de 1833 – Glasgow, Escòcia, 9 de febrer de 1892), professor de química de la Universitat de Glasgow.

## Característiques
La dittmarita és un fosfat de fórmula química (NH₄)Mg(PO₄)·H₂O. Cristal·litza en el sistema ortoròmbic. La seva duresa a l'escala de Mohs és 5.
Segons la classificació de Nickel-Strunz, la dittmarita pertany a «08.CH: Fosfats sense anions addicionals, amb H₂O, amb cations de mida mitjana i gran, RO₄:H₂O < 1:1» juntament amb els següents minerals: walentaïta, anapaïta, picrofarmacolita, niahita, francoanellita, taranakita, schertelita, hannayita, struvita, struvita-(K), hazenita, rimkorolgita, bakhchisaraitsevita, fahleïta, smolyaninovita, barahonaïta-(Al) i barahonaïta-(Fe).

## Formació i jaciments
Va ser descoberta a les coves de Skipton, al mont Widderin del comtat de Corangamite, a Victòria (Austràlia). A l'estat d'Austràlia Meridional també ha estat descrita a la cova Wooltana, dins la serralada Flinders. A fora del continent oceànic només ha estat descrita a Xile, Namíbia i Botswana.